# Rapportzettel
Der Begriff Rapportzettel (auch Regiebericht oder Rapport) bezeichnet ein Arbeitsprotokoll, in dem Leistungen, Arbeitszeiten und Materialien dokumentiert werden. Rapportzettel werden vor allem im Handwerk und im Bauwesen eingesetzt, um eine transparente und nachvollziehbare Berichterstattung zu ermöglichen. Sie spielen eine wichtige Rolle in der Kommunikation zwischen Arbeitern, Vorgesetzten und Kunden.

## Historischer Hintergrund und Begriffserklärung
Der Begriff „Rapport“ stammt aus dem Französischen und bedeutet so viel wie „Bericht“ oder „Zusammenfassung“. Ein Rapportzettel ist also ein „Berichtsblatt“. Er dient zur Kommunikation und Dokumentation im Arbeitsalltag und damit als schriftlicher Nachweis durchgeführter Arbeiten und erbrachter Leistungen. Im Sinne des § 286 ZPO (Zivilprozessordnung) können Rapportzettel als Beweismittel im Rahmen der freien Beweiswürdigung herangezogen werden. Ihre Beweiskraft ist jedoch nicht mit der eines förmlichen Protokolls gleichzusetzen. Historisch gesehen wurden solche Zettel vor allem in handwerklichen Berufen und in der Militärverwaltung eingesetzt, um wichtige Informationen festzuhalten, die für den reibungslosen Ablauf von Arbeitsprozessen erforderlich waren.
In der heutigen Zeit wird der traditionelle, handschriftlich ausgefüllte Rapportzettel zunehmend durch digitale Lösungen ersetzt. Diese digitalen Rapportzettel sind meist Teil von Softwarelösungen für das Projekt- und Zeitmanagement, jedoch hat sich der Begriff als Synonym für „Arbeitsbericht“ erhalten.

## Aufbau und Inhalte eines Rapportzettels
Ein Rapportzettel ist meist standardisiert und umfasst bestimmte Angaben, die für die Dokumentation und spätere Auswertung von Bedeutung sind. Typische Informationen, die in einem Rapportzettel enthalten sind, umfassen:
- Datum und Uhrzeit: Wann die Arbeitsaufgabe oder das Ereignis stattgefunden hat.
- Ort des Geschehens: Wo die Tätigkeit durchgeführt wurde (z. B. Baustelle, Werkstatt).
- Beschreibung der Tätigkeit oder des Ereignisses: Detaillierte Angabe der ausgeführten Arbeit, der aufgetretenen Probleme oder Besonderheiten.
- Verantwortliche und beteiligte Personen: Namen der Personen, die die Aufgabe ausgeführt haben.
- Verwendete Materialien und Werkzeuge: Dokumentation des Materialverbrauchs oder Einsatzes spezieller Maschinen.
- Arbeitszeit und Pausen: Angaben zur Dauer der Arbeitszeit und der Pausenzeiten.
- Unterschriften: Die Unterschrift des Arbeiters und eventuell des Vorgesetzten, um die Angaben zu bestätigen.

Zusätzliche Angaben, wie spezifische Sicherheitsvorkehrungen oder besondere Anweisungen, können ebenfalls enthalten sein.

## Einsatzgebiete
Rapportzettel finden in verschiedenen Branchen Verwendung, insbesondere in Berufen, in denen eine genaue Dokumentation der Arbeitsabläufe und des Zeitaufwands erforderlich ist. Die wichtigsten Anwendungsgebiete umfassen:
- Bauwesen: Hier wird der Rapportzettel verwendet, um die täglich auf der Baustelle ausgeführten Arbeiten festzuhalten. Er dient dem Bauleiter und den Auftraggebern zur Überprüfung des Projektfortschritts und der Dokumentation der Arbeitsstunden.
- Handwerk und Industrie: In diesen Bereichen dokumentieren Mitarbeiter ihre Tätigkeiten und den Verbrauch von Materialien, um sicherzustellen, dass die Arbeit korrekt und vollständig ausgeführt wurde.
- Dienstleistungssektor: Auch im Bereich von Wartungs- und Reparaturdienstleistungen werden Rapportzettel verwendet, um dem Kunden eine detaillierte Übersicht über die ausgeführten Arbeiten zu geben.
- Öffentliche Verwaltung und Sicherheitsdienste: Rapportzettel können auch in der Polizei und Feuerwehr genutzt werden, um Einsätze und Vorfälle zu dokumentieren.